# Barbara Robbins
Barbara Robbins è un personaggio immaginario della serie televisiva Grey's Anatomy, interpretata da Judith Ivey. È la madre della dottoressa Arizona Robbins.

## Settima stagione
Appare per la prima volta durante una cena, dove lei e suo marito, Il Colonnello conoscono, i loro futuri "consuoceri", Carlos Torres e Lucia Torres. Come il marito approva la relazione tra le due ed è pazza per Sofia Robbins Torres Sloan.